# غاريث ونايت
غاريث ونايت (بالإنجليزية: Gareth Knight)‏ هو روحاني ‏ وكاتب بريطاني، ولد في 3 أبريل 1930.